# Junior Ponce
Júnior Ponce e um futebolista peruano, nasceu no dia 16 de fevereiro de 1994 em Lima no Peru.
Atualmente defendo o Alianza Lima e a Seleção Peruana.

## Carreira
Júnior Ponce começou no Pachuca do México em 2011,  fez uma boa campanha na equipe mexicana,sendo convocado para Seleção Peruana Sub 17, para a disputa do Sul-Americano de Futebol Sub-17 no Equador,onde a seleção do Peru não fez boa campanha mas Júnior Ponce foi o destaque na competição.
Em 2012 TSG 1899 Hoffenheim comprou o passe do  Júnior Ponce e emprestou o jogador ao Alianza Lima do Peru, Junior Ponce fez uma boa campanha pela equipe peruana. no final do ano voltou ao TSG 1899 Hoffenheim da Alemanha.
Em 2013 Júnior Ponce jogou o Bundesliga, não se firmou na equipe principal, no final do ano foi oficializado seu empréstimo a equipe brasileira Pelotas juntamente com apoio da Adidas empresa Alemã que patrocina o Pelotas.